# Hapalochlaena lunulata
El pulpo mayor de anillos azules (Hapalochlaena lunulata) es una de las cuatro especies de pulpos de anillos azules venenosas pertenecientes a la familia Octopodidae.

## Descripción
El pulpo mayor de anillos azules es, a pesar de su nombre vernáculo, un pulpo pequeño cuyo tamaño no excede de 10 centímetros, con los brazos incluyen, por un peso medio de 80 gramos.  Su nombre común proviene del tamaño relativamente grande de sus anillos azules (7 a 8 milímetros de diámetro), por lo que son de hecho más grande que los de los otros miembros del género y ayudan a distinguirlos. La cabeza está ligeramente aplanada dorsoventral y termina en una punta. Sus brazos son cortos.
La coloración de este pulpo varía según las circunstancias y el medio ambiente de ocre amarillo a marrón claro a blanquecino . Los anillos azules son aproximadamente 60, extendidos por toda la capa del animal. Los anillos son más o menos circular y se basan en una mancha más oscuro que el color de fondo de la capa. Una línea de negro, cuyo espesor puede variar para aumentar el contraste y sea más visible, las fronteras de los círculos de color azul eléctrico.
Los anillos azules son un adorno aposemática cuyo propósito es mostrar claramente a todos los depredadores potenciales que este pulpo es muy venenoso. También tienen líneas azules característicos que se ejecutan a través de sus ojos.

## Distribución y hábitat
La mayor hapalochlaena está muy extendida en las aguas tropicales y subtropicales del Indo-Pacífico occidental de Sri Lanka a las Filipinas y Australia del Sur a Japón.
La mayor hapalochlaena le gusta aguas poco profundas con fondo mixto (escombros, arrecifes, zonas de arena ...). Al igual que todos los pulpos, que vive en una madriguera y sólo sale en busca de comida o de un compañero. La entrada del refugio está lleno de las piernas de las comidas (cáscaras vacías y caparazón de cangrejo y las piernas) y es bastante fácil de identificar. 

## Biología
La mayor hapalochlaena es un animal bentónico que tiene una forma de vida solitaria. La época de reproducción varía según la zona geográfica, la hembra pone entre 60 y 100 huevos que se mantienen debajo de los brazos de la hembra durante el período de incubación, que dura alrededor de un mes. Los recién nacidos tienen un breve paso el desarrollo de plancton antes de colocar en el fondo del mar. 
Este pequeño pulpo es un carnívoro activo que se alimenta principalmente de crustáceos, conchas de bivalvos y peces pequeños de vez en cuando. 

## Peligro potencial
Incluso si la mayor hapalochlaena parece tranquilo y dócil, no deja de ser capaz de infligir una mordedura mortal para sus depredadores que pueden incluso ser mortal para los humanos. Los pulpos de género Hapalochlaena tienen dos tipos de glándulas de veneno, que impregnan su saliva. Uno se utiliza para inmovilizar los crustáceos cazados antes de comerlos. La segunda, como un objetivo de defensa que veneno de la toxina se nombra maculotoxin. Esta toxina es una potente neurotoxina que posee un fuerte poder paralizante. Sus efectos son similares a la tetrodotoxina. La picadura es indolora y los efectos aparecen en función de los individuos, los niños son más sensibles a ella, entre los 15 y 30 minutos o hasta cuatro horas. 
La primera fase de la intoxicación se caracteriza por parestesia facial y de las extremidades, la víctima se siente hormigueo y / o entumecimiento en la cara, la lengua, los labios y otras extremidades del cuerpo. La víctima también puede tener más de sudoración, dolor de cabeza, mareos, problemas del habla, salivación excesiva, vómitos, náuseas, diarrea, dolor abdominal, trastornos del movimiento y una sensación de debilidad, cianosis en las extremidades y los labios, hemorragias petequiales en el cuerpo.
La segunda fase de la intoxicación por lo general se produce después de ocho horas e incluye la hipotensión y la parálisis muscular generalizada como un tipo espástico, es decir, que los músculos se contraen en exceso y sin control voluntario. La muerte puede ocurrir entre 20 minutos y 24 horas después del inicio de los síntomas. La muerte es por lo general debido a la parálisis respiratoria. Sin embargo, a lo largo de las fases de la intoxicación el estado de conciencia de la víctima no se ve afectada.